# Marcelo Nicola
Marcelo Patricio Nicola Virginio (ur. 12 maja 1971 w Rafaela, Argentyna) – argentyński koszykarz i olimpijczyk, a obecnie trener. Posiada także paszport Włoch i Hiszpanii.
W 1993 roku Houston Rockets wybrali go w drafcie NBA w II rundzie z nr 50. Nigdy w NBA nie zagrał.
Karierę zakończył, grając dla Saski Baskonia w rozgrywkach ligi hiszpańskiej 2006/07. Sezonu jednak nie dokończył, nie rozegrał w klubie ani jednego spotkania, żegnając się z czynną grą w koszykówkę w lutym 2007 roku.

## Sukcesy

### Reprezentacja
- złoto Mistrzostwa Ameryki Południowej - kadeci
  - Cucuta 1997
  - Asuncion 1988
- złoto Mistrzostwa Ameryki Południowej - juniorzy
  - Jujuy 1988
- złoto Mistrzostwa Ameryki Południowej - U-22
  - Rosario 1993

### Klubowe

#### Rozgrywki międzynarodowe
- Puchar Saporty
  - Saski Baskonia: 1996
  - Benetton Treviso: 1999

#### Rozgrywki krajowe
Hiszpania
- Puchar Hiszpanii
  - Saski Baskonia: 1995
- Juniorskie Mistrzostwa Hiszpanii
  - Saski Baskonia: 1991

Włochy
- Lega Basket A
  - Benetton Treviso: 2002, 2003
- Puchar Włoch
  - Benetton Treviso: 2000, 2003, 2004
- Superpuchar Włoch
  -     - Benetton Treviso: 2001, 2002

#### Przegrane finały
- Euroliga
  -     - Benetton Treviso: 2003
- Puchar Hiszpanii
  - Saski Baskonia: 1994

#### Wyróżnienia
- lider klasyfikacji przechwytów Euroligi w 1992, 1994, 1996, 2003
- lider klasyfikacji wszech czasów przechwytujących (1870) w Lega Basket A
- Uczestnik Eurochallenge All-Star Game 2005